# Криохирургия

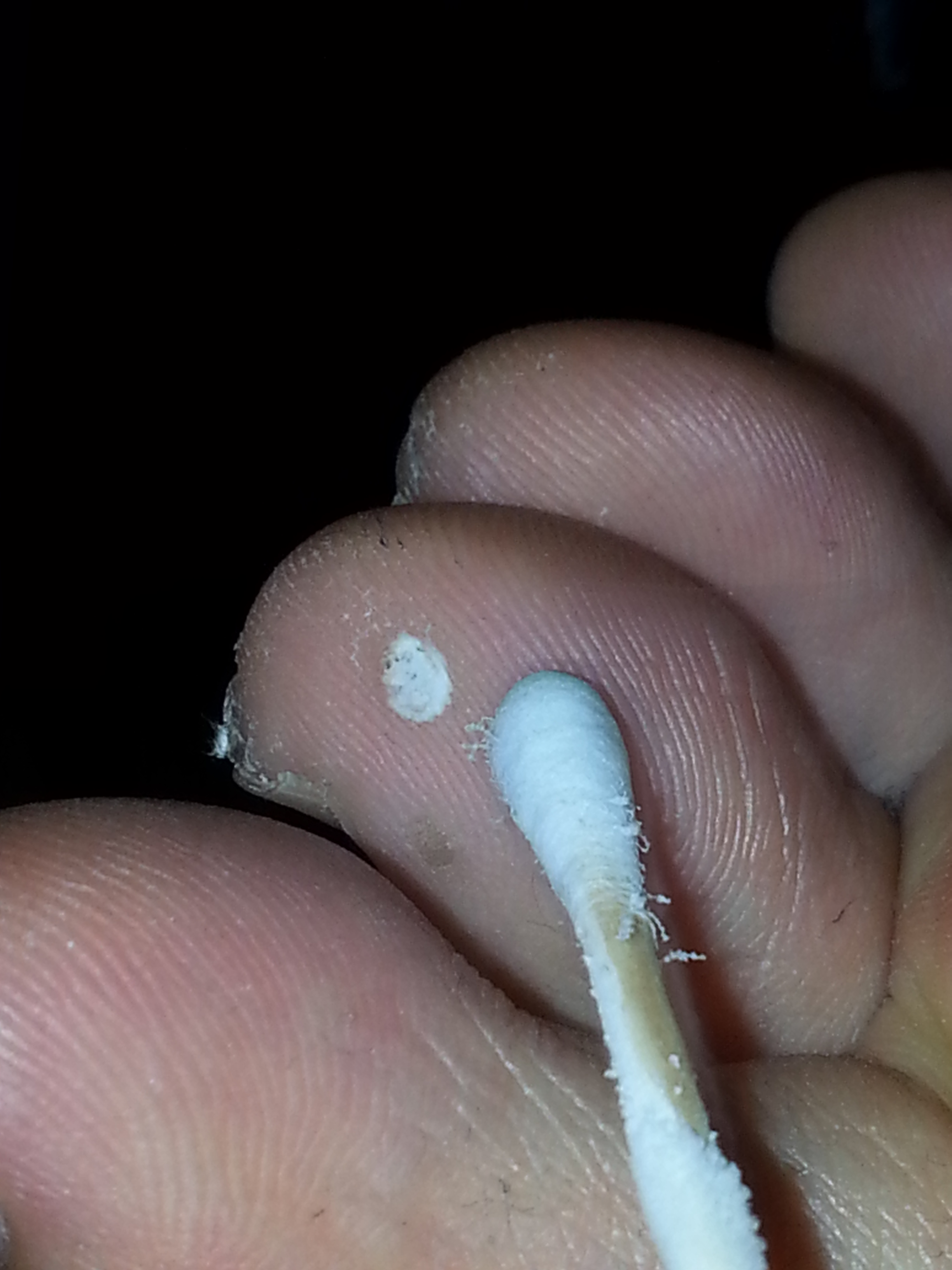
Аппликация криовеществом при подошвенной бородавке

Криохирургия (от др.-греч. κρύο — холод и χειρουργική — «работа руками») — вид хирургического лечения посредством низкотемпературного воздействия на аномальные или поражённые заболеванием биологические ткани с целью разрушения, уменьшения, удаления того или иного участка ткани или органа; такая процедура называется криоабляцией. Криохирургия исторически использовалась для лечения ряда заболеваний и расстройств, особенно различных доброкачественных и злокачественных состояний кожи.

## Применение
Бородавки, невусы, кожные «ушки», солнечные и старческие кератозы, неврома Мортона и мелкие раковые заболевания кожи являются кандидатами на криохирургическое лечение.
Некоторые внутренние болезни также лечатся с помощью криохирургии, включая рак печени,
рак поджелудочной железы, рак предстательной железы, рак лёгких, рак полости рта, заболевания шейки матки и, чаще всего, в прошлом, геморрой.
Заболевания мягких тканей, такие как плантарный фасциит (пятка бегунов) и фибромы (доброкачественное нарастание соединительной ткани), можно лечить с помощью криохирургии. Как правило, все опухоли, которые могут быть достигнуты криозондами, используемыми во время операции, поддаются лечению. Хотя этот метод является эффективным, он подходит только для использования против локализованного заболевания и плотных опухолей размером более 1 сантиметра. Крошечные, диффузные метастазы, которые часто сопутствуют раковыми заболеваниями, обычно не поддаются воздействию криотерапии.
Криохирургия работает за счёт использования разрушительной силы низкой температуры, заставляющей замерзать жидкость в живых клетках. Когда их температура опускается ниже определённого уровня, кристаллы льда начинают формироваться внутри клеток, в конечном итоге разрывая их. Дальнейший вред злокачественному росту будет возникать после того, как кровеносные сосуды, снабжающие поражённую ткань, начнут замораживаться, тем самым перекрывая подачу питательными веществами и кислороду.

## Методы

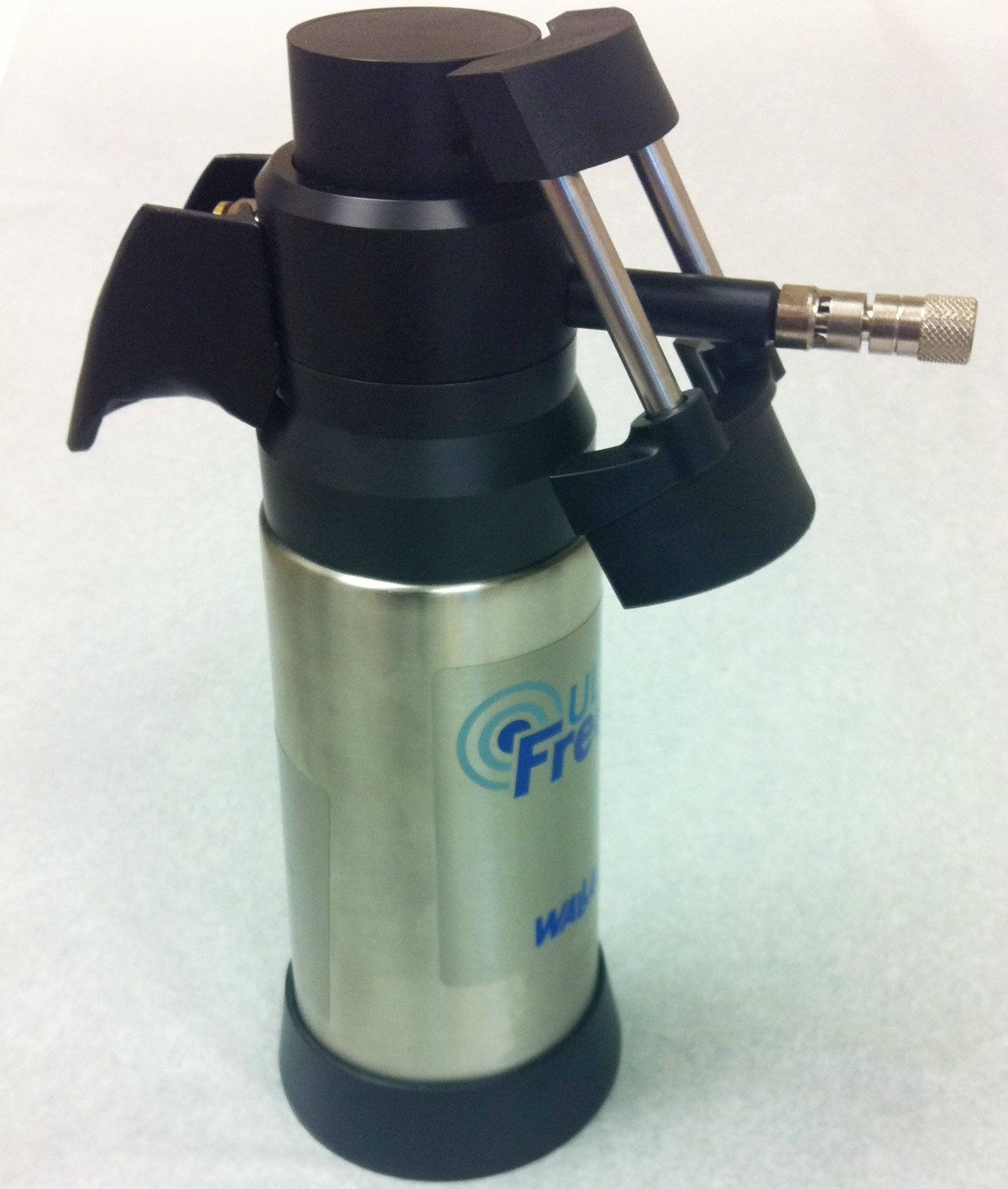
Крио-пистолет используется для распыления жидкого азота

### Жидкий азот
Наиболее распространённым способом заморозки поражений является использование жидкого азота в качестве охлаждающего раствора. Это ледяная, минус 196° по Цельсию, жидкость может распыляться на поражённую ткань, передаваться через тонкую трубку, называемую криозондом, или просто быть нанесена на хлопковый или пенообразный тампон.

### Углекислый газ
Углекислый газ также доступен в виде спрея и используется для лечения различных доброкачественных новообразований. чуть реже врачи используют углекислый газ «снег», который формируют в виде цилиндра или смешивают с ацетоном, образуя шугу, которая наносится непосредственно на ткань, требующую обработки.

### Аргон
Недавние достижения в технологии позволили использовать газ аргон для льдообразования с использованием принципа, известного как эффект Джоуля-Томсона. Это даёт врачам превосходный контроль над льдом и минимизацию осложнений с использованием 17 ультратонких криоигл.

## В лечении рака
Криохирургия используется также хорошо для лечения внутренних и наружных опухолей, как и для опухолей в кости. Для излечения внутренних опухолей используется полый инструмент, называемый криозондом, который находится в непосредственном контакте с опухолью. Через криозонд подают жидкий азот или аргон. Ультразвук или магнитно-резонансную томографию используют для более точного манипулирования криозондом и контроля за замораживанием клеток. Это помогает ограничить повреждение соседних здоровых тканей. Вокруг зонда образуется шарик кристаллов льда, который приводит к оледенению соседних клеток. Когда требуется доставлять газ в различные части опухоли, используется более одного зонда. После криохирургии замороженная ткань либо естественным образом поглощается телом в случае внутренних опухолей, либо растворяется и образуется парша для внешних опухолей.

## Результаты
Криохирургия является малоинвазивной процедурой. По сравнению с более традиционными видами хирургии, криохирургические операции лучше в плане болезненности, образования рубцов и стоимости; однако, как и при любом лечении, существуют риски, в первую очередь связанные с повреждением соседних здоровых тканей. Повреждение нервной ткани особенно опасно.
При криохирургических операциях обычно возникает покраснение и незначительная или умеренная локализованная боль, которая в большинстве случаев может быть в достаточной мере облегчена при пероральном приёме анальгетиков (ибупрофен, кодеин, трамадол, ацетаминофен (парацетамол)). После криохирургических операций могут образовываться волдыри, но в течение нескольких дней они обычно счёсываются и очищаются самостоятельно.